# Vidalia (Louisiana)
Vidalia è un comune degli Stati Uniti d'America, situato nello Stato della Louisiana, in particolare nella parrocchia di Concordia, della quale è il capoluogo.